# Gideon Defoe
Gideon Defoe (* 1975) ist ein britischer Schriftsteller und Drehbuchautor.

## Leben
Nach seinem Abschluss in Archäologie und Anthropologie an der University of Oxford arbeitete Gideon Defoe einige Zeit als Barkeeper in London. Da er für sich keine Zukunftsperspektive sah, wollte er zurück zur Universität, um seinen Doktor zu machen. Stattdessen schrieb er aber mit The Pirates! in an Adventure with Scientists sein erstes Buch, um laut eigener Aussage „ein Mädchen zu beeindrucken“. Es folgten vier weitere Bände, und zu dem 2012 erschienenen Film Die Piraten! – Ein Haufen merkwürdiger Typen schrieb er das Drehbuch, welches seine ersten beiden Bände von The Pirates! umfasst. Nachdem der britische Regisseur Peter Lord die Bücher las, wollte er sie unbedingt verfilmen, weswegen Defoe seit 2009 an der Produktion beteiligt war.

## Werke
The Pirates!
- The Pirates! in an Adventure with Scientists (2004)
  - Piraten! Ein Affentheater auf hoher See, Heyne 2006, ISBN 978-3-453-50010-5
- The Pirates! in an Adventure with Whaling (2005)
  - Piraten! Auf der Jagd nach dem Weißen Wal, Heyne 2007, ISBN 978-3-453-81094-5
- The Pirates! in an Adventure with Communists (2006)
- The Pirates! in an Adventure with Napoleon (2008)
- The Pirates! in an Adventure with the Romantics (2012)

Andere Werke
- How Animals Have Sex (2005)
- Atlas der ausgestorbenen Länder, Illustrator: Joy Gosney, Übersetzer: Ralf Pannowitsch. Knesebeck, München 2022, ISBN 978-3-957-28542-3

## Filmografie
- 2007: Slacker Cats (Fernsehserie, 2 Episoden)
- 2012: Die Piraten! – Ein Haufen merkwürdiger Typen (The Pirates! In an Adventure with Scientists)